# L'Été des roses blanches
Pour plus de détails, voir Fiche technique et Distribution.
L'Été des roses blanches (croate : Đavolji raj – ono ljeto bijelih ruža ; anglais : That Summer of White Roses) est un film de guerre britannico-yougoslave réalisé par Rajko Grlić et sorti en 1989.

## Synopsis
Au cours de l'été 1944, dans une paisible station balnéaire de la Yougoslavie occupée par les nazis, un maître-nageur sympathique accueille la veuve d'un partisan et son jeune fils. Leur relation se développe jusqu'à ce qu'il sauve, sans le savoir, un officier nazi de la noyade.

## Fiche technique
- Titre français : L'Été des roses blanches[1],[2]
- Titre original croate : Đavolji raj – ono ljeto bijelih ruža[3] (litt. « Le paradis du diable. Cet été des roses blanches »)
- Titre anglais : That Summer of White Roses[4]
- Réalisation : Rajko Grlić
- Scénario : Borislav Pekić
- Photographie : Tomislav Pinter (hr)
- Montage : Damir German, Chris Kelly
- Musique : Junior Campbell (en)
- Décors : Dinka Jericevic
- Production : Arnie Fishman, Susan George, Rajko Grlić, Sulejman Kapic, Mladen Koceic, Paul Lichtman, Simon MacCorkindale, Mike Mihalic
- Société de production : Amy International Artists, Jadran Film, Maestro Film, National Mutual of Australasia Ltd.
- Pays de production :  Yougoslavie -  Royaume-Uni
- Langue originale : anglais britannique, croate
- Format : couleurs - Son mono - 35 mm
- Genre : Film de guerre
- Durée : 114 minutes
- Dates de sortie :
  - Yougoslavie : 11 juillet 1989
  - France : 6 juin 1990

## Distribution
- Tom Conti - Andrija Gavrilovic
- Susan George - Ana
- Rod Steiger - Martin
- Nitzan Sharron - Dane
- Alun Armstrong - Zemba
- John Gill (en) - Docteur
- Miljenko Brlečić - Ostoja
- Vanja Drach - Major von Richter
- Stanka Gjurić - Bijela Ruza